# قيطم كيني
قيطم كيني (الاسم العلمي:Xenopus borealis ) (بالإنجليزية: Kenyan clawed frog)‏ هو نوع من الحيوانات يتبع جنس القيطم من الفصيلة الضفادع عديمة اللسان.